# 高滩乡 (井研县)
高滩乡，是中华人民共和国四川省乐山市井研县曾经下辖的一个乡。2019年12月，撤销高滩乡和研城镇，设立研城街道，以原高滩乡和原研城镇所属行政区域为研城街道的行政区域。 

## 行政区划
高滩乡撤销前下辖以下地区：
增建村、五龙井村、利群村、高滩村、高石村、双鹅村和五谷村。